# 神と人道
『神と人道』（かみとじんどう）は、板垣退助の著書。思想哲学書。自身の信仰する神道の立場から唱えた理神論。西洋の主義思想とその根底にあるキリスト教主義を批判し、東洋の家父長制度の美徳、敬神崇祖、日本独自の武士道的観念から来る人道主義を主張した。
1919年（大正8年）7月16日薨去した板垣を追悼し、同年12月1日、『立国の大本』、『一代華族論』と共に3冊セットで、東京忠誠堂から出版された。

## 概略

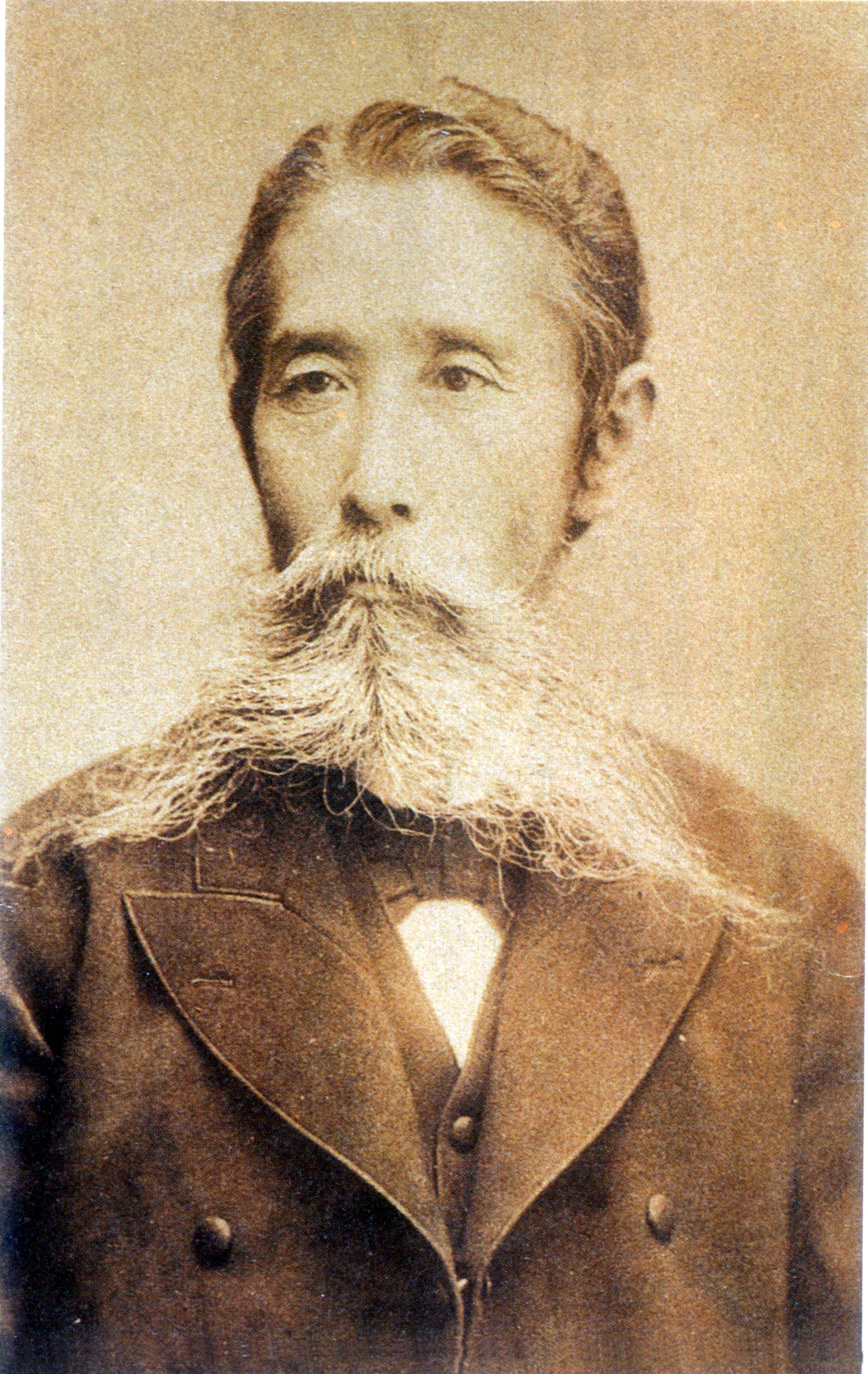
板垣退助

西洋の主義思想の翻訳に偏重する明治政府の政策を批判し、諸外国と日本を比較し、日本の独自性と国風文化の「美」を日本人自身が認識し、国粋的政策を執るべきとしたもの。板垣自身の哲学的宗教観（板垣自身の宗旨は神道）が示され、欧米文化の根底にあるキリスト教思想、および『聖書』の記載内容に関する批判が述べられている。欧州では、1700年代に理神論が唱えられたが、板垣はそれらの翻訳によるものではなく、独自に自身の経験をもとにその思想に辿り着いたと思われる。板垣の遺著となった『立国の大本』に先行するもので、『神と人道』を要約した文章が『立国の大本』にも見られるが、板垣自身の著書の中で「宗教」を真正面からテーマとした著書が稀なため、その思想の淵源を知る上で極めて貴重。上編の15章と、下編の23章に分かれ、後書きには、板垣の秘書であった和田三郎の詳細な解説が載る。

## キリスト教批判
明治8年（1875年）、ギリシア正教監督の沢辺琢磨が来高して、九反田の立志学舎で、キリスト教の説教を行ったのが、高知県におけるキリスト教布教の第一歩に数えられる。プロテスタントの伝道はその3年後、明治11年（1878年）3月、米国宣教師・アッキンソンが板垣退助の許可を得て来高し、京町の立志社演説堂で説教を行ったのを嚆矢とする。更に明治18年（1885年）、板垣退助は立志社でのグイド・フルベッキの布教を許可した。これは、立志社へ欧米の先進的な教育を取り入れるためであった。こうして、明治天皇からも絶大な信頼を得ていたフルベッキが来高し、キリスト教布教を盛んに行なったが、その際、『東京日日新聞』が「板垣君が信奉せらるゝ耶蘇教を拡張せんがため…」と誤って報じたため、板垣がクリスチャンであるかの様な誤解を生じた。板垣退助の宗旨は神道であったが、同志社大学の創立者・新島襄も記事を読み、板垣がクリスチャンであると思って喜び書簡を送った一人で、板垣の返信により誤報であることを知るが、「自由民権を唱えて国を良くしたい」というならば、「それは新しい心に基づいた変革でなければならない」こと、そしてそれは「キリスト教的な新しい心を抱く新しい人間」でなければならず、「板垣さんがまずそうならなければ、日本の国を自由な民権の国にすることはできない。そのために『新民はすなわち新心を抱く者』を作り出すことから始めなければならない」と再度書簡を送り、板垣をキリスト教に改宗させようと試みた。しかし、明治維新以降、神道に改宗した板垣は、神道の立場から独自に発展させた哲学的理神論を示し、新島の語る『聖書』の説話には終始懐疑的であった。新島はその後も書簡を送ったが、遂に板垣をキリスト教徒に改宗させることは出来なかった。板垣退助は、逆に欧米の主義思想を翻訳して何でも取り入れようとする明治政府の政策に異議を唱え、またその欧米文化の根底にあるキリスト教思想に対し警鐘を鳴らしている。

## 二つの神の概念
板垣は、天体の公転・自転、惑星の距離などの宇宙の法則が存在する以上、万物の創造主である「神」は存在すると認めている（理神論）。しかし、『聖書』と交わる思想はその一点のみで、その他の聖書の記載に関しては、「神が人を作ったのではなく、人が神(の概念)を作った」とし、天国・地獄も含めて古代人の空想的迷信の産物と断じた。尚且つ、その宇宙の法則を司る「神」とは人間とは全く異なる次元もので、人の行為に関して「何々をしなさい」とか「何々をするな」などと干渉するものではなく、また人が祈って、それを叶えるという類いのものでも無いと述べている。
その一方で、板垣自身の体験として戊辰戦争時における「虫の知らせ」や「予感」などの概念は肯定した。「心だに　誠の道に　叶ひなば　祷らずとても　神や守らん」と詠んだ和歌を引用し、儀礼的に神を奉らなくとも、「良心」に従って行動すれば、自ずと道は開けるとし、理性を介して己と向き合い、赤誠の心を持つことを尊んだ（「至誠通天」の思想）。
また、先祖や過去の偉人を敬い、これを「神」と奉り、未来永劫に顕彰することは「人としての当然の感情の発露」として、これを推奨した。実際、板垣退助は亡妣の五十回忌の法要を行ったり、武市瑞山の贈位にあたっては、靖國神社で祭文を奏上している。
板垣の認める万物の創造主たる「神」を板垣は「造化の神」とも呼んでおり、「別天神」として「造化の三神」があったことは『古事記』や『日本書紀』にも記載があり、その点で言えば板垣は純然たる神道の史観より、哲学的要素を踏まえて語っているとも解釈可能である。

## 執筆から出版まで
板垣は自由民権運動の本質を後世の人が理解せず、安易にキリスト教思想の影響や欧米の翻訳思想の流入によるものと解釈される事を憂慮し、欧米思想との違いや、キリスト教思想との違いを、明確に書き残しておかねばならないと感じたのが、執筆の動機であると言われている。
『神と人道』は、早い時期に執筆されていたにもかかわらず、板垣の薨去後に出版された理由は、板垣は『聖書』の内容を「到底今日の智識階級の良心を満足せしむる能はざる」ものとし、また「第二十世紀の科学的智識と到底相容れず」と評し、心酔できる要素が皆無だと感じ、同じく自由民権運動に取り組んだ仲間には、中江兆民のような無神論者や植木枝盛のように反キリスト教思想の人物もあったが、その一方で、武市安哉、片岡健吉、山田平左衛門、坂本直寛、細川義昌、安芸喜代香らの様にキリスト教神学に心酔し熱心な信者となりながら板垣を支えた人物もいた。また、新島襄のように、板垣がキリスト教に改宗しなかったにもかかわらず、板垣の行動に理解を示した支援者たちが多数いたため、それらに忖度し「出版の時期は、相応の時を見定め」と考えられたため、ついに生前に出版されることは無かった。

## 出版後の影響
自由民権家の中にキリスト教徒がいたため生前に出版を控えられていたが、板垣の薨去後すぐに、板垣を追悼する意味をこめて『立国の大本』、『一代華族論』と共に3冊セットで、東京忠誠堂から出版されたが、キリスト教批判ではなく「板垣らしい哲学的理神論の好著」と捉えられ、キリスト教徒であった安藝喜代香は、この出版の翌年、板垣を顕彰するための組織「板垣伯銅像記念碑建設同志会」を設立するなど、キリスト教徒を含めて、この書によって板垣の人気が凋落するということは一切なかった。宗教に固執せず、道理を弁え理性を介して日本独自の武士道的人道主義に根差して進むべしとした板垣の思想は、杉原千畝、樋口季一郎らにも影響を与えている。

## 補註
1. ↑  “『板垣精神 : 明治維新百五十年・板垣退助先生薨去百回忌記念』”.  一般社団法人 板垣退助先生顕彰会 (2019年2月11日). 2023年7月16日閲覧。
2. 1 2 3 4 5 6 7 8 9  『「神と人道」に観る板垣退助の宗教観』髙岡功太郎著、板垣退助先生顕彰会
3. ↑  「本官（板垣退助）も素は仏教の家系に属すれども、維新後は神道に変じましたが、併し何の宗教が宜しいやら是非を究めた訳でもないから分りませんが、本年は亡妣の五十回忌に相当して居りますから仏教を以て其の法要を営みたいと思います。（中略）荊妻(板垣絹子）は仏教を信ずる者で、本官（板垣退助）の遊猟を常に気にして廃止せんと勧告して止みませぬのと、又愚息（板垣六一）は脳病に罹りて居りますから何となく彼を憐れむの情念が起りまして、政務の煩を忘れる処でなく、却て精神に不愉快を感じましたから、其の儘帰宅致しましたが、人間と云ふ者は一種妙な感情を持つて居るものであります」（『板垣伯対舎身居士・政教問答』田中弘之（舎身居士）著、舎身庵、明治36年（1903年）、62-63頁）
4. ↑  『高知教会百年史』高知教会百年史編纂委員会編、昭和60年（1985年）5月15日
5. ↑  「板垣退助フルベツキ同伴帰郷・耶蘇教爲に廣まる。曩に板垣退助君の歸山せられし節、英國人フルベツキ氏を同伴せられしとの事は予て聞及びし所なるが、右は板垣君が信奉せらるゝ耶蘇教を擴張せんが爲め、宣教師として同伴せられし由にて、教師フルベツキ氏は或は聖書の講義に或は同教功徳の演説に殊の外盡力せられたる上、此程歸郷せし由なるが、同教の信者は日一日に増加すると云ふ」（『東京日日新聞』明治18年（1885年）6月30日附）※板垣がクリスチャンであるとの報道は誤報である。
6. ↑  「板垣退助を戸主とする壬申戸籍の末尾に「祭祀神式、氏神 潮江天満宮」とあり」『「神と人道」に観る板垣退助の宗教観』髙岡功太郎著、板垣退助先生顕彰会
7. ↑  『近代哲学におけるプロテスタンティズムの影響』宮庄哲夫著
8. 1 2  『神と人道』板垣退助著
9. ↑  『詔勅類纂祝辞演説一千題』内山正如編、東京博文館、明治25年（1892年）4月25日